# Batman Confidential
Batman Confidential est une bande dessinée mensuelle américaine de DC Comics, qui a débuté le 6 décembre 2006 et s'est achevée le 2 mars 2011 après 54 numéros.
Comme la série précédente de Batman, Batman: Legends of the Dark Knight, Batman Confidential présente des histoires réalisées par des équipes créatives qui changent à chaque fois. Ces récits se déroulent durant les premières années de la carrière de Batman, juste après Batman: Année Un, et illustrent des moments formateurs dans le passé du personnage, tels que les premières rencontres avec ses alliés et ses ennemis.

## Arcs narratifs

### Rules of Engagement (#1-6)
Le premier récit écrit par Andy Diggle et dessiné par Whilce Portacio présente Batman, un an après ses débuts, qui rencontre pour la première fois l'ennemi de Superman, Lex Luthor.

### Lovers & Madmen (#7-12)
Récit écrit par Michael Green et dessiné par Denys Cowan.
Un an après que Batman ai commencé sa guerre contre la pègre de Gotham, la criminalité est en baisse et les gens se sentent en sécurité pour la première fois depuis des années. Bruce Wayne entre en relation avec Lorna Shore. Plus tard, il enquête sur un triple meurtre et se retrouve frustré de ne trouver aucun motif.
Événements importants : On découvre dans ce récit l'origine du Joker; la création du Batordinateur; la première rencontre entre le futur Joker et la future Harley Quinn. Cependant, ceci entre en contradiction avec Batman: The Killing Joke et Batman: The Man Who Laughs, qui sont tous deux considérés comme canon dans la continuité des titres de Batman.

### Wrath Child (#13-16)
Récit écrit par Tony Bedard avec les dessins de Rags Morales.
Batman enquête sur une série de meurtres où les victimes sont des policiers présents à une convention annuelle des forces de lois à Gotham City. Il soupçonne que The Wrath, qu'il pensait mort, est revenu au bout de cinq ans, et qu'il poursuit sa vendetta contre la police et le Commissaire Gordon. 

### The Cat and the Bat (#17-21)
Écrit par Fabian Nicieza avec les dessins de Kevin Maguire.
La première rencontre entre Batgirl et Catwoman.

### Do You Understand These Rights? (#22-25)
Écrit par Andrew Kreisberg avec les dessins de Scott McDaniel.
L'histoire présente la première fois que Batman met le Joker en prison, mais cela ne l'empêche pas de continuer sa série de meurtres lors de sa garde à vue.

### A New Dawn (#26-28)
Écrit par Nunzio DeFilippis et Christina Weir avec les dessins de José Luis García-López et Kevin Nowlan.
Batman enquête sur une série de meurtres impliquant des directeurs de musée. Puisque des énigmes mystérieuses sont laissées comme indices, la suspicion tombe naturellement sur le Sphinx. Cependant, l'auteur n'est pas le Sphinx, mais le Roi Tut, un personnage créé à la fin des années 60 pour la série TV Batman, et qui fait sa première apparition dans la continuité du comic-book.

### Bad Cop (#29-30)
Écrit par Andrew Kreisberg avec les dessins de Scott McDaniel.
Suite de Do You Understand These Rights?. L'officier de police que le Joker avait torturé devient fou et terrorise la ville de Gotham.

### The Bat and the Beast (#31-35)
Écrit par Peter Milligan avec les dessins d'Andy Clarke.
Batman se rend en Russie pour affronter un gangster ayant des vues sur Gotham City. Il va rencontrer le protecteur du gangster, le vicieux "Beast".

### Blackhawk Down (#36-39)
Écrit par Royal McGraw avec les dessins de Marcos Marz.
Bruce Wayne finance la technologie de vol d'un Blackhawk lorsque le prototype est attaqué après une étrange tempête. 

### Ghosts (#40-43)
Écrit et dessiné par Sam Kieth.
Quand une étrange créature surnaturelle commence à tuer dans Gotham, Batman tente de lutter contre quelque chose qu'il ne peut toucher.

### Batman Versus the Undead (#44-48)
Écrit par Kevin VanHook avec les dessins de Tom Mandrake.
Fait suite au récit de Superman and Batman vs. Vampires and Werewolves. Le professeur Herbert Combs est libéré plus tôt de l'Asile d'Arkham, ce qui pousse Batman à le suivre dans un musée. Cette situation conduit le super-héros à recroiser le chemin de Marius Dimeter. Le duo doit lutter contre une armée de morts vivants invoquée par Combs.

### Work That's Never Done (#49)
Écrit par James Patrick avec les dessins de Steve Scott.

### Super-Powers (#50-54)
Écrit par Marc Guggenheim avec les dessins de Jerry Bingham.
Tout en poursuivant un mutant, et soi-disant extraterrestre méchant, Batman infiltre la Watchtower pour obtenir des informations. Il y rencontre la Ligue de Justice et il évoque ses souvenirs de la première rencontre qu'il eut avec une équipe avec des super-pouvoirs avant de devenir un héros.

## Éditions reliées

### Éditions américaines
1. Batman: Rules of Engagement (Batman: Confidential #1-6),  (ISBN 978-1-4012-1706-8)
2. Batman: Lovers and Madmen (Batman: Confidential #7-12),  (ISBN 978-1-4012-1742-6)
3. Batman: The Wrath (Batman: Confidential #13-16; Batman Special #1 (1984)),  (ISBN 978-1-4012-2514-8)
4. Batman: The Cat and the Bat (Batman: Confidential #17-21),  (ISBN 978-1-4012-2496-7)
5. Batman: Dead to Rights (Batman: Confidential #22-25, 29-30),  (ISBN 978-1-4012-2925-2)
6. Batman: King Tut's Tomb (Batman: Confidential #26-28, the Brave and the Bold #164 et 171 et Batman #353),  (ISBN 978-1-4012-2577-3)
7. Batman: The Bat and The Beast (Batman: Confidential #31-35),  (ISBN 978-1-4012-2794-4)
8. Batman: Ghosts (Batman: Confidential #40-43 et Batman/Lobo: Deadly Serious #1-2),  (ISBN 978-1-4012-7863-2)
9. Batman vs. The Undead (Batman: Confidential #44-48),  (ISBN 978-1-4012-3035-7)
10. Batman: Super Powers (Batman: Confidential #50-54),  (ISBN 978-1-4012-7772-7)

### Éditions françaises
Aucune édition reliée n'est disponible en France.
Urban Comics a proposé dans son édition kiosque, "DC Saga présente", l'histoire de The Wrath sous le titre Batman : Vendetta en 2014  (ISBN 978-2-3657-7153-5). Le récit fut reproposé dans le cadre des 48h de la BD de 2015  (ISBN 978-2-3657-7764-3).